# علی و دنی
علی و دنی فیلمی ایرانی به کارگردانی وحید نیکخواه آزاد و نویسندگی کامبوزیا پرتوی محصول سال ۱۳۷۹ است.

## خلاصه داستان
دنی نوجوانی انگلیسی که بازیگر سینماست، برای یکی از بستگانش ماجرای سفرش به اصفهان را تعریف می‌کند: دنی که فیلمی در جشنواره کودک دارد همراه با کارگردان و چند نفر دیگر به اصفهان می‌آیند و با علی که او هم بازیگر است، هم‌اتاق می‌شود.

## بازیگران
- مهدی لطفی
- نیک رابینسون
- اکبر عبدی
- حسین محجوب
- جمشید جهان‌زاده
- رضا فیض نوروزی
- پیام یزدانی
- فرزاد حاتمیان
- مهدی سجادی فر
- جوی هریسون
- لوییز پیج
- کریستوفر ویتینگهام